# Bülach Floorball
Bülach Floorball ist ein Schweizer Unihockeyverein aus Bülach, welcher in der dritthöchsten Spielklasse, der 1. Liga, spielt. Die Vereinsfarben sind Blau (Kanton Zürich) und Rot (Bülach).

## Geschichte
Der Verein wurde am 13. März 1990 unter dem Namen UHC Kanti Bülach gegründet. 1998 folgte die Fusion mit den Bachenbülach Sharks und 2000 die Namensänderung in Bülach Floorball.
Die Herrenmannschaft startete 1990 in der 3. Liga auf dem Kleinfeld und schaffte bis 1997 den Aufstieg in die 1. Liga und somit den Sprung auf das Grossfeld. 1999 folgte der Aufstieg in die Nationalliga B. Nach dem Höhepunkt in der Saison 2007/2008, dem Erreichen der Aufstiegsplayoffs in die Swiss Mobiliar League (1:3 gegen den HC Rychenberg Winterthur), folgte 2009/2010 nach elf Saisons in der zweithöchsten Spielklasse der Abstieg in die 1. Liga.